# Trypogeus cabigasi

Trypogeus cabigasi  (лат.) — вид жуков-усачей рода Trypogeus из подсемейства Dorcasominae. Юго-Восточная Азия: Минданао (Филиппины).

## Описание
Среднего размера жуки-усачи (длина самцов 13—15 мм, ширина 3,2—4,5 мм; длина самок 16 мм), желтовато-коричневого цвета. Последние три членика усиков желтовато-белые.
Усики достигают конца надкрылий. Пронотум субквадратный. Надкрылья узкие и сравнительно короткие.
Вид был впервые описан в 2005 году, а его валидность подтверждена в 2015 году в ходе родовой ревизии, проведённой испанским энтомологом Эдуардом Вивесом (Eduard Vives, Museu de Ciuències Naturals de Barcelona, Террасса, Испания).